# Рудник Гунгева
Рудник Гунгева (Goongewa) – колишній гірничодобувний майданчик на північному заході Австралії, що був частиною проекту Леннарт-Шельф.
Поліметалічне (цинково-свинцеве) родовище Гунгева виявили в 1985-му та ввели в дію у 1995 році. Розробка велась підземним способом з доступом до виробіток через транспортний ухил (відомо, що поклади родовища знаходились на глибині від 100 до 250 метрів). Руда вивозилась на збагачувальну фабрику Кадджебут. 
В 2001-му видобуток припинили через вичерпання запасів, після чого рудник пройшов рекультивацію. Всього з Гунгева вилучили 2,51 млн тонн руди з середнім вмістом цинку та свинцю 11,3% та 3,3% відповідно.
Проектом розробки опікувалась австралійська компанія Western Metals.